# ブックトーク
ブックトーク（Book talk）とは、一定のテーマを立てて一定時間内に何冊かの本を複数の聞き手に紹介する行為。多くは、図書館、学校において子どもたちを聞き手の対象として図書館司書、学校の司書教諭、民間の図書ボランティアなどにより行われる。紹介者はブックトーカー（Book talker）と呼ばれる。

## 概要
ブックトークの目的は「その本の内容を教えること」ではなく、「その本の面白さを伝えること」または「聞き手にその本を読んでみたいという気持ちを起させること」である。読み聞かせや朗読とは異なり、本を最初から順に読んでいくということはしない。
ブックトーカーはあらかじめテーマを決め、紹介すべき本を種々取り混ぜて選択し、紹介の仕方を考えておく。どのページをどう紹介するかについて、シナリオ（台本）を用意することも多く行われる。
本番では聞き手の反応にあわせて語る。ブックトークの後、聞き手が興味を持った本を実際に自分で読めるように配慮することが大切である。

## シナリオ準備
1. テーマを決める
2. 本を選ぶ（紹介したいと思う冊数より多く）
3. 構成を考える - 導入・展開・まとめ
4. 聞き手とトークの流れを考えて本を選ぶ（予め用意した本から絞り込む・不足している本はないか再考する）
5. 紹介の仕方を考え細かいシナリオを作る
6. 効果的な資料紹介の工夫・準備をする
7. 練習する。

## 参考図書
- 『ブックトーク入門―子どもが本を好きになるために』 (みんなの図書館双書 1)　岡山市学校図書館問題研究会（編さん）　教育史料出版会　ISBN 4876521077 1986年
- 『どこでもブックトーク―行ってみようよ本の世界へ』

北畑 博子 (著)　連合出版 ISBN 4897721415 1998年
- 『いつでもブックトーク―構想から実施まで8つのポイント』 連合出版 ISBN 4897721725 2001年
- 『ミニブックトークをどうぞ』北畑 博子 (著)　連合出版 ISBN 4897721946 2004年
- 『はじめてのブックトーク    図書館ブックレット』蔵本 和子ほか　図書館活用資料刊行会 (編集) 熱海 則夫　図書館流通センター ISBN 486039013X 2002年
- 『ブックトーク再考―ひろがれ!子どもたちの「読みたい」「知りたい」』　学校図書館問題研究会「ブックトークの本」編集委員会 (編)　教育史料出版会　ISBN 4876524343  2003年
- 『本好きな子を育てる読書指導―読みきかせとブックトークを中心に』（新しい教育をつくる司書教諭のしごと　4巻）　村上 淳子 全国学校図書館協議会  ISBN 4793321534  2004年